# Henry Albrecht
Henry Albrecht (Memel, 1857 – Starnberg, 1909) è stato un illustratore tedesco.
Collaboratore del Fliegende Blätter, divenne noto per le sue caricature e per le illustrazioni di libri e manuali.